# 首相代行
首相代行（しゅしょうだいこう、Acting prime minister）とは、現職の首相が（病気や休暇、負傷、外遊などで）不在の場合、一時的にその国の首相の役割を代行する存在、或いはそれを担当とする人物のことを指す単語である。選挙管理内閣や暫定政府の場合も首相代行と見做されていることがある。

## 首相代行が適用されている国

### オーストラリア
首相代行は総督の認可がなくても、閣僚会議で閣僚の一人を首相代行に指名することが可能とされる。ジュリア・ギラードは副首相時代にケビン・ラッドの外遊で不在の際に首相代行を16回務めた。首相代行を務めた例として、フランク・フォード（ジョン・カーティン死後から7日後）、ジョン・マッキュエン（ハロルド・ホルトの失踪から2日後）などがある。

### ニュージーランド
副首相が代行を行う。例として、ヒュー・ワットはノーマン・カークが1974年に在任中に死去してから6日間、首相代理を務めている。ジャシンダ・アーダーンが産休取得の際にウインストン・ピータースが1ヶ月半、首相代行となった。

### 日本
内閣総理大臣が職務不能となった際は内閣総理大臣臨時代理継承第一位に指定された者が優先的に首相代行となることが明記されている。現代の例として、大平正芳総理が在任中に死去した際、伊東正義内閣官房長官が内閣総理大臣臨時代理になった例がある。

### カナダ
副首相が首相代行を行う。カナダのジョン・ディーフェンベーカー首相の不在時にエレン・フェアクローは首相代行を2日間務めている。正式に首相へ就任したキム・キャンベルを除くと、フェアクローが事実上のカナダ史上初の女性首相となる。

### 中華人民共和国
国務院総理の周恩来が1976年の在任中に死去すると華国鋒が2ヶ月間、国務院総理代行となる。華国鋒は第2代国務院総理へ就任後、同国の最高指導者として4年間君臨し続けた。
趙紫陽国務院総理が1987年に退任すると、李鵬副総理が短期間、総理代行を務めている。